# Partido do Povo (Brasil)
Partido do Povo foi uma agremiação partidária brasileira fundada pelo engenheiro e físico mineiro Paulo Gontijo, que disputou as eleições presidenciais de 1989.
Durante o pleito, "PG" (como o candidato era conhecido) promoveu uma campanha inspirada no falecido ex-presidente Juscelino Kubitschek, adaptando o slogan "50 anos em 5", usado por JK durante seu governo. A campanha de Paulo Gontijo era baseada no slogan "100 anos em 5". Em vários momentos, apenas uma sombra do candidato e a sigla "PG" eram exibidas. Entre suas propostas de governo, estavam: a construção de 200 mil represas de cabeceira no Nordeste e 200 mil na bacia do rio São Francisco; a construção de uma rodovia ligando Xique-Xique (Bahia) a Benjamim Constant (Amazonas), com prolongamento até o Amapá; uma nova divisão geopolítica do país; a construção de uma ponte aérea ligando o Rio Grande do Sul ao Rio Grande do Norte pelo litoral e de Natal a Manaus, ligando todo o litoral brasileiro e os pontos estratégicos do rio Amazonas, além de ligar Manaus a Miami, Natal a Paris, Porto Alegre a Montevidéu, e Buenos Aires a Santiago.
No primeiro turno da eleição presidencial, Gontijo, que faleceu em 2002, obteve apenas 198.719 votos, ficando em 14º lugar. Em seguida, o PP, cujo número de registro no TSE era o 54 (atribuído posteriormente ao PPL), encerrou suas atividades.
Embora tivesse utilizado a sigla "PP", o partido não guarda nenhuma semelhança com o atual Progressistas (ex-Partido Progressista), nem com o Partido Popular e com o Partido Progressista fundado em 1993.

## Desempenho eleitoral

### Eleições presidenciais
| Ano  | Imagem | Candidato a Presidente | Candidato a Vice-Presidente | Coligação     | Votos           | Posição |
| ---- | ------ | ---------------------- | --------------------------- | ------------- | --------------- | ------- |
| 1989 |        | Paulo Gontijo (PP)     | Luiz Paulino (PP)           | Sem coligação | 198.710 (0,29%) | 14º     |